# All-Ireland Senior Football Championship 2012
L'All-Ireland Senior Football Championship 2012 fu la 126ª edizione del principale torneo di calcio gaelico tra le contee irlandesi (esclusa Kilkenny) più rappresentative di Londra e New York. Fu vinto da Donegal, che il 23 settembre 2012, sconfisse in finale Mayo, bissando il titolo ottenuto nel 1992. Per la franchigia rosso-verde del Connacht si trattò invece della decima sconfitta su tredici finali disputate.
L'edizione 2012 del torneo è una delle più controverse, analizzate e discusse della storia della competizione ed ha portato alla consacrazione come tecnico e personaggio sportivo di Jim McGuinness grazie all'inaspettata vittoria dei verde-oro e all'innovazione apportata allo sport dal cosiddetto System ("Sistema"), un assetto tattico ideato proprio da McGuinness rivelatosi particolarmente efficace e capace di permettere al Donegal di sopraffare squadre molto più quotate come Kerry, Cork e Mayo. Sulla vittoria della squadra e l'influenza di McGuinness a livello sportivo la RTÉ ha anche prodotto un documentario incentrato per gran parte sul torneo del 2012 e chiamato Jimmy's Winning Matches (da una canzone scritta proprio durante la competizione da un tifoso della squadra).

## Struttura
- Vengono disputati i quattro tornei provinciali (Londra e New York competono nel Connacht Senior Football Championship). I quattro campioni provinciali avanzano direttamente ai quarti di finale All-Ireland.
- Le sedici squadre eliminate prima delle semifinali accedono al primo turno dei ripescaggi. Le otto vincitrici avanzano al secondo turno.
- Secondo turno: le otto squadre eliminate nella semifinale del torneo provinciale sfidano le 8 provenienti dal turno 1 dei ripescaggi. Le vincenti sono ammesse al terzo turno.
- Terzo turno: le otto squadre provenienti dal turno 2 si sfidano per ridurre il numero a 4.
- Quarto turno. Le vincenti del terzo turno sfidano le finaliste perdenti dei tornei provinciali. Le vincenti sono ammesse ai quarti di finale All Ireland
- Quarti di finale. Le vincitrici dei titoli provinciali sono teste di serie e non si possono incontrare in questo turno, quindi sfidano le squadre uscite dai ripescaggi. A questo punto si procede nel modo classico: semifinale e finale.

## Squadre
Partecipano al torneo 33 squadre: 31 rappresentative delle contee irlandesi (l'unica a non imbastire una squadra è Kilkenny con in aggiunto rappresentative di Londra e New York

### Informazioni sulle squadre

#### Stadi e città
| Squadra   | Città              | Stadio                  | Capienza dello stadio |
| --------- | ------------------ | ----------------------- | --------------------- |
| Antrim    | Belfast            | Casement Park           | 32 600                |
| Armagh    | Armagh             | Athletic Grounds        | 16 500                |
| Carlow    | Carlow             | Dr. Cullen Park         | 21 000                |
| Cavan     | Cavan              | Breffni Park            | 32 000                |
| Clare     | Ennis              | Cusack Park             | 28 000                |
| Cork      | Cork               | Páirc Uí Chaoimh        | 43 500                |
| Derry     | Derry              | Celtic Park             | 22 000                |
| Donegal   | Ballybofey         | MacCumhail Park         | 18 000                |
| Down      | Newry              | Páirc Esler             | 20 000                |
| Dublin    | Dublino            | Parnell Park            | 13 500                |
| Fermanagh | Enniskillen        | Brewster Park           | 18 000                |
| Galway    | Galway             | Pearse Stadium          | 34 000                |
| Kerry     | Killarney          | Fitzgerald Stadium      | 43 000                |
| Kildare   | Newbridge          | St. Conleth's Park      | 8 000                 |
| Laois     | Portlaoise         | O'Moore Park            | 27 000                |
| Leitrim   | Carrick-on-Shannon | Páirc Seán Mac Diarmada | 17 000                |
| Limerick  | Limerick           | Gaelic Grounds          | 49 500                |
| London    | Ruislip            | Emerald GAA Grounds     | 10 000                |
| Longford  | Longford           | Pearse Park             | 8 500                 |
| Louth     | Drogheda           | Drogheda Park           | 8 000                 |
| Mayo      | Castlebar          | McHale Park             | 42 000                |
| Meath     | Navan              | Páirc Tailteann         | 30 000                |
| Monaghan  | Clones             | St. Tiernach's Park     | 36 000                |
| New York  | Ruislip            | Gaelic Park             | 2 000                 |
| Offaly    | Tullamore          | O'Connor Park           | 20 000                |
| Roscommon | Roscommon          | Dr. Hyde Park           | 30 000                |
| Sligo     | Sligo              | Markievicz Park         | 20 000                |
| Tipperary | Thurles            | Semple Stadium          | 53 500                |
| Tyrone    | Omagh              | Healy Park              | 26 500                |
| Waterford | Waterford          | Walsh Park              | 17 000                |
| Westmeath | Mullingar          | Cusack Park             | 15 000                |
| Wexford   | Wexford            | Wexford Park            | 25 000                |
| Wicklow   | Aughrim            | O'Byrne Park            | 10 000                |

#### Statistiche e divise
| Squadre   | Colori                | Sponsor                  | Capitano         | Allenatore        | Vittorie più recenti | Vittorie più recenti | Vittorie più recenti     |
| Squadre   | Colori                | Sponsor                  | Capitano         | Allenatore        | All-Ireland          | Titolo provinciale   | National football League |
| --------- | --------------------- | ------------------------ | ---------------- | ----------------- | -------------------- | -------------------- | ------------------------ |
| Antrim    | Zafferano e bianco    | Creagh Concrete          | Aodhán Gallagher | Liam Bradley      |                      | 1951                 |                          |
| Armagh    | Arancione e bianco    | Morgan Fuels             | Ciarán McKeever  | Paddy O'Rourke    | 2002                 | 2008                 | 2005                     |
| Carlow    | Rosso, verde e giallo | Dan Morrissey            | Shane Redmond    | Luke Dempsey      |                      | 1944                 |                          |
| Cavan     | Blu e bianco          | Kingspan                 | Pádraic O'Reilly | Val Andrews       | 1952                 | 1997                 | 1950                     |
| Clare     | Zafferano e blu       | Pat O'Donnell            | Alan Clohessy    | Michael McDermott |                      | 1992                 |                          |
| Cork      | Rosso e bianco        | O2                       | Graham Canty     | Conor Counihan    | 2010                 | 2009                 | 2012                     |
| Derry     | Rosso e bianco        | Specialist Joinery Group | Paddy Bradley    | John Brennan      | 1993                 | 1998                 | 2008                     |
| Donegal   | Verde e giallo        | Donegal Creameries       | Michael Murphy   | Jim McGuinness    | 1992                 | 2011                 | 2007                     |
| Down      | Rosso e nero          | Canal Court Hotel        | Ambrose Rogers   | James McCartan    | 1994                 | 1994                 | 1983                     |
| Dublin    | Blu e navy            | Vodafone                 | Bryan Cullen     | Pat Gilroy        | 2011                 | 2011                 | 1993                     |
| Fermanagh | Verde e bianco        | Tracey Concrete          | Ryan McCluskey   | Peter Canavan     |                      |                      |                          |
| Galway    | Marrone e bianco      | Health Care West         | Finian Hanley    | Alan Mulholland   | 2001                 | 2008                 | 1981                     |
| Kerry     | Verde e oro           | Kerry Group              | Colm Cooper      | Jack O'Connor     | 2009                 | 2011                 | 2009                     |
| Kildare   | Bianco                | Tegal                    | Johnny Doyle     | Kieran McGeeney   | 1928                 | 2000                 |                          |
| Laois     | Blu e bianco          | MW Hire Group            | Kevin Meaney     | Justin McNulty    |                      | 2003                 | 1986                     |
| Leitrim   | Verde e oro           | Bush Hotel               | Oaddy Maguire    | Mickey Moran      |                      | 1994                 |                          |
| Limerick  | Verde e bianco        | Sporting Limerick        | Ger Collins      | Maurice Horan     | 1896                 | 1996                 |                          |
| London    | Verde e bianco        |                          | Seán McVeigh     | Paul Coggins      |                      |                      |                          |
| Longford  | Blu e oro             | Glennon                  | Paul Barden      | Glenn Ryan        |                      | 1968                 |                          |
| Louth     | Rosso e bianco        | McCabe                   | Mark Brennan     | Peter Fitzpatrick | 1957                 | 1957                 |                          |
| Mayo      | Verde e rosso         | Elvery's                 | Andy Moran       | James Horan       | 1951                 | 2012                 | 2001                     |
| Meath     | Verde e oro           | Comer Group              | Shane McAnarney  | Séamus McEneaney  | 1999                 | 2010                 | 1999                     |
| Monaghan  | Blu e bianco          | Invester                 | Darren Hughes    | Éamonn McEneaney  |                      | 1988                 | 1985                     |
| New York  | Rosso bianco e blu    | Premium Sports           |                  | Connie Molloy     |                      |                      |                          |
| Offaly    | Verde, bianco e oro   | Carrol Cuisine           | Brian Darby      | Gerry Cooney      | 1982                 | 1997                 | 1998                     |
| Roscommon | Blu e giallo          | Roscommon Herald         | Geoffrey Claffey | Des Newton        | 1944                 | 2010                 | 1979                     |
| Sligo     | Nero e bianco         | Radisson Hotel and Spa   | Ross Donovan     | Kevin Walsh       |                      | 2007                 |                          |
| Tipperary | Blu e oro             | Škoda                    | Philip Austin    | Peter Creedon     | 1920                 | 1935                 |                          |
| Tyrone    | Bianco e rosso        | Target Express           | Stephen O'Neill  | Mickey Harte      | 2008                 | 2010                 | 2008                     |
| Waterford | Blu e bianco          | 3                        | John A. Murphy   | John Ownes        |                      | 1898                 |                          |
| Westmeath | Marrone e bianco      | Annebrook House Hotel    | Gary Connaughton | Pat Flanagan      |                      | 2004                 |                          |
| Wexford   | Viola e oro           | Sports Savers            | David Murphy     | Jason Ryan        | 1952                 | 1997                 | 1950                     |
| Wicklow   | Blu e oro             | Brennan Hotels           | Harry Muphy      | Leighton Glynn    |                      |                      |                          |

## Risultati

### Campionati provincinali

#### Munster Senior Football Championship
|  | Quarti di finale | Quarti di finale | Quarti di finale |       |       | Semifinale | Semifinale | Semifinale |  |  | Finale | Finale | Finale |  |
|  |                  |                  |                  |       |       |            |            |            |  |  |        |        |        |  |
|  |                  |                  |                  |       |       | Limerick   | Limerick   | 0-15       |  |  |        |        |        |  |
|  |                  |                  |                  |       |       | Limerick   | Limerick   | 0-15       |  |  |        |        |        |  |
|  |                  |                  | Clare            | Clare | 1-13  |            |            |            |  |  |        |        |        |  |
|  | Limerick         | Limerick         | Clare            | Clare | 1-13  | 2-12       |            |            |  |  |        |        |        |  |
|  | Limerick         | Limerick         |                  |       |       |            |            |            |  |  |        |        |        |  |
|  | Waterford        | Waterford        | 0-7              |       |       |            |            |            |  |  |        |        |        |  |
|  | Waterford        | Waterford        | 0-7              |       | Clare | Clare      | 0-13       |            |  |  |        |        |        |  |
|  |                  |                  |                  |       |       |            |            |            |  |  |        |        |        |  |
|  |                  |                  | Cork             | Cork  | 3-16  |            |            |            |  |  |        |        |        |  |
|  |                  |                  |                  | Cork  | 3-16  |            |            |            |  |  |        |        |        |  |
|  |                  |                  |                  |       |       |            |            |            |  |  |        |        |        |  |
|  |                  |                  |                  |       |       |            |            |            |  |  |        |        |        |  |
|  |                  | Cork             | Cork             | 0-17  |       |            |            |            |  |  |        |        |        |  |
|  |                  |                  |                  | 0-17  |       |            |            |            |  |  |        |        |        |  |
|  |                  |                  | Kerry            | Kerry | 0-12  |            |            |            |  |  |        |        |        |  |
|  | Tipperary        | Tipperary        | Kerry            | Kerry | 0-12  | 0-10       |            |            |  |  |        |        |        |  |
|  | Tipperary        | Tipperary        |                  |       |       |            |            |            |  |  |        |        |        |  |
|  | Kerry            | Kerry            | 0-16             |       |       |            |            |            |  |  |        |        |        |  |

| Arbitro: | C. Lane (Cork) |

|                                                                              |           |                                                                 |
| I. Ryan 1-7 (6f) S. O'Carroll 1-1 G. Collins 0-2 J. Cooke 0-1 I. Corbett 0-1 | Marcatori | 0-2 T. Grey 0-2 M. Ferncombe 0-2 J.J. Hutchinson 0-1 S. Ahearne |

| Arbitro: | M. Duffy (Sligo) |

|                                                                                       |           | |
| A. Maloney 0-4 (3f) P. Acheson 0-2 M. Quinlivan 0-2 (2f) H. Coghlan 0-1 P. Austin 0-1 | Marcatori | 0-6 (5f) B. Sheehan 0-4 (2f) C. Cooper 0-1 T. O. Se 0-1 A. Maher 0-1 Darran O'Sullivan 0-1 Declan O'Sullivan 0-1 K. O'Leary 0-1 J. O'Donoghue |

| Arbitro: | D. Fahy (Longford) |

| |           |                                                                                |
| D. Tubridy 0-5 (1 '45', 1f) R. Donnelly 0-3 G. Kelly 1-0 S. McGrath 0-2 G. Brennan 0-1 A. Clohessy 0-1 G. Quinlan 0-1 | Marcatori | 0-10 (5f) I. Ryan 0-2 G. Collins 0-1 S. O'Carroll 0-1 S. Kelly 0-1 E. O'Connor |

| Arbitro: | D. Coldrick (Meath) |

| |           | |
| D. O'Connor 0-06 (2f) C. O'Neill 0-05 (3f) P. Kerrigan 0-2 D. Goulding 0-2 C. Sheehan 0-1 P. Kissane 0-1 | Marcatori | 0-5 (3f) C. Cooper 0-2 Declan O'Sullivan 0-2 J. O'Donoghue 0-1 P. Galvin 0-1 E. Brosnan 0-1 Darran O'Sullivan |

| Arbitro: | E. Kinsella (Laois) |

| |           |                                                                                        |
| A. Walsh 1-1 C. Sheehan 0-4 C. O'Neill 0-4 N. Murphy 1-0 F. Goold 1-0 D. O'Connor 0-2 D. Goulding 0-2 P. Kerrigan 0-2 B. O'Driscoll 0-1 | Marcatori | 0-4 M. O'Shea 0-3 (2f) R. Donnelly 0-3 (2f) D. Tubridy 0-2 G. Brennan 0-1 Gordan Kelly |

#### Leinster Senior Football Championship
|  | Ottavi di finale | Ottavi di finale | Ottavi di finale |         |          | Quarti di finale | Quarti di finale | Quarti di finale |  |  | Semifinali | Semifinali | Semifinali |  |  | Finale | Finale | Finale |  |
|  |                  |                  |                  |         |          |                  |                  |                  |  |  |            |            |            |  |  |        |        |        |  |
|  | Westmeath        | Westmeath        | 0-14             |         |          |                  |                  |                  |  |  |            |            |            |  |  |        |        |        |  |
|  | Westmeath        | Westmeath        | 0-14             |         |          |                  |                  |                  |  |  |            |            |            |  |  |        |        |        |  |
|  | Louth            | Louth            | 2-9              |         |          |                  |                  |                  |  |  |            |            |            |  |  |        |        |        |  |
|  | Louth            | Louth            | 2-9              |         | Louth    | Louth            | 0-11             |                  |  |  |            |            |            |  |  |        |        |        |  |
|  |                  |                  |                  |         | Louth    | Louth            | 0-11             |                  |  |  |            |            |            |  |  |        |        |        |  |
|  |                  |                  | Dublino          | Dublino | 2-22     |                  |                  |                  |  |  |            |            |            |  |  |        |        |        |  |
|  | Nessuno          |                  | Dublino          | Dublino | 2-22     |                  |                  |                  |  |  |            |            |            |  |  |        |        |        |  |
|  |                  |                  |                  |         |          |                  |                  |                  |  |  |            |            |            |  |  |        |        |        |  |
|  | Nessuno          |                  |                  |         |          |                  |                  |                  |  |  |            |            |            |  |  |        |        |        |  |
|  |                  | Dublino          | Dublino          | 2-11    |          |                  |                  |                  |  |  |            |            |            |  |  |        |        |        |  |
|  |                  |                  |                  |         |          |                  |                  |                  |  |  |            |            |            |  |  |        |        |        |  |
|  |                  |                  | Wexford          | Wexford | 1-10     |                  |                  |                  |  |  |            |            |            |  |  |        |        |        |  |
|  | Longford         | Longford         | Wexford          | Wexford | 1-10     | 1-10             |                  |                  |  |  |            |            |            |  |  |        |        |        |  |
|  | Longford         | Longford         |                  |         |          |                  |                  |                  |  |  |            |            |            |  |  |        |        |        |  |
|  | Laois            | Laois            | 0-12             |         |          |                  |                  |                  |  |  |            |            |            |  |  |        |        |        |  |
|  | Laois            | Laois            | 0-12             |         | Longford | Longford         | 2-9              |                  |  |  |            |            |            |  |  |        |        |        |  |
|  |                  |                  |                  |         | Longford | Longford         | 2-9              |                  |  |  |            |            |            |  |  |        |        |        |  |
|  |                  |                  | Wexford          | Wexford | 0-15     |                  |                  |                  |  |  |            |            |            |  |  |        |        |        |  |
|  | Nessuno          |                  | Wexford          | Wexford | 0-15     |                  |                  |                  |  |  |            |            |            |  |  |        |        |        |  |
|  |                  |                  |                  |         |          |                  |                  |                  |  |  |            |            |            |  |  |        |        |        |  |
|  | Nessuno          |                  |                  |         |          |                  |                  |                  |  |  |            |            |            |  |  |        |        |        |  |
|  |                  | Dublino          | Dublino          | 2-13    |          |                  |                  |                  |  |  |            |            |            |  |  |        |        |        |  |
|  |                  |                  |                  |         |          |                  |                  |                  |  |  |            |            |            |  |  |        |        |        |  |
|  |                  |                  | Meath            | Meath   | 1-13     |                  |                  |                  |  |  |            |            |            |  |  |        |        |        |  |
|  | Meath            | Meath            | Meath            | Meath   | 1-13     | 0-16             |                  |                  |  |  |            |            |            |  |  |        |        |        |  |
|  | Meath            | Meath            |                  |         |          |                  |                  |                  |  |  |            |            |            |  |  |        |        |        |  |
|  | Wicklow          | Wicklow          | 0-11             |         |          |                  |                  |                  |  |  |            |            |            |  |  |        |        |        |  |
|  | Wicklow          | Wicklow          | 0-11             |         | Meath*   | Meath*           | 1-12             |                  |  |  |            |            |            |  |  |        |        |        |  |
|  |                  |                  |                  |         | Meath*   | Meath*           | 1-12             |                  |  |  |            |            |            |  |  |        |        |        |  |
|  |                  |                  | Carlow           | Carlow  | 1-12     |                  |                  |                  |  |  |            |            |            |  |  |        |        |        |  |
|  | Nessuno          |                  | Carlow           | Carlow  | 1-12     |                  |                  |                  |  |  |            |            |            |  |  |        |        |        |  |
|  |                  |                  |                  |         |          |                  |                  |                  |  |  |            |            |            |  |  |        |        |        |  |
|  | Nessuno          |                  |                  |         |          |                  |                  |                  |  |  |            |            |            |  |  |        |        |        |  |
|  |                  | Meath            | Meath            | 1-17    |          |                  |                  |                  |  |  |            |            |            |  |  |        |        |        |  |
|  |                  |                  |                  |         |          |                  |                  |                  |  |  |            |            |            |  |  |        |        |        |  |
|  |                  |                  | Kildare          | Kildare | 1-11     |                  |                  |                  |  |  |            |            |            |  |  |        |        |        |  |
|  | Nessuno          |                  | Kildare          | Kildare | 1-11     |                  |                  |                  |  |  |            |            |            |  |  |        |        |        |  |
|  |                  |                  |                  |         |          |                  |                  |                  |  |  |            |            |            |  |  |        |        |        |  |
|  | Nessuno          |                  |                  |         |          |                  |                  |                  |  |  |            |            |            |  |  |        |        |        |  |
|  |                  | Offaly           | Offaly           | 0-6     |          |                  |                  |                  |  |  |            |            |            |  |  |        |        |        |  |
|  |                  |                  |                  | 0-6     |          |                  |                  |                  |  |  |            |            |            |  |  |        |        |        |  |
|  |                  |                  | Kildare          | Kildare | 0-19     |                  |                  |                  |  |  |            |            |            |  |  |        |        |        |  |
|  | Nessuno          |                  | Kildare          | Kildare | 0-19     |                  |                  |                  |  |  |            |            |            |  |  |        |        |        |  |
|  |                  |                  |                  |         |          |                  |                  |                  |  |  |            |            |            |  |  |        |        |        |  |
|  | Nessuno          |                  |                  |         |          |                  |                  |                  |  |  |            |            |            |  |  |        |        |        |  |

| Arbitro: | M. Higgins (Fermanagh) |

| |           |                                                                                             |
| J. Heslin 0-5 (2f) P. Sharry 0-2 (1 '45') K. Martin 0-1 G. Egan 0-1 D. McDermott 0-1 David Glennon 0-1 C. McCormack 0-1 P. Bannon 0-1 J. Dolan 0-1 | Marcatori | 1-2 R. Carroll 1-0 D. O'Connor 0-3 (1f) D. Clarke 0-2 D. Crilly 0-1 R. Finnegan 0-1 J. Carr |

| Arbitro: | M. Duffy (Sligo) |

|                                                                                |           | |
| P. Barden 1-2 S. McCormack 0-4 (2f) B. Kavanagh 0-2 D. Barden 0-1 M. Quinn 0-1 | Marcatori | 0-4 (2f, 1 45) G. Walsh 0-2 (1f) R. Munnelly 0-2 D. Strong 0-1 C. Begley 0-1 K. Meaney 0-1 C. Boyle 0-1 (f) C. Kelly |

| Arbitro: | P. Hughes (Armagh) |

| |           |                                                                          |
| G. Reilly 0-5 B. Farrell 0-4 J. Sheridan 0-2 J. Queeney 0-2 A. Forde 0-1 C. Ward 0-1 (1f) M. Collins 0-1 | Marcatori | 0-6 (4f 2 '45') T. Hannon 0-3 J. McGrath 0-1 (f) S. Furlong 0-1 S. Byrne |

| Arbitro: | M. Collins (Cork) |

|                                                                                              |           |                                                                               |
| A. Flynn 0-5 C. Lyng 0-3 (1f) B. Brosnan 0-3 (3f) R. Barry 0-2 R. Tierney 0-1 E. Bradley 0-1 | Marcatori | 2-0 (1-0 pen) P. Barden 0-4 B. Kavanagh 0-4 (3f) S. McCormack 0-1 N. Mulligan |

| Arbitro: | E. Kinsella (Laois) |

| |           |                                                                                            |
| B. Brogan 2-5 (0-1f) D. Connolly 0-3 K. McManamon 0-3 B. Cullen 0-2 A. Brogan 0-2 P. Flynn 0-2 C. Dias 0-2 S. Cluxton 0-2 (0-2 '45') D. Bastick 0-1 | Marcatori | 0-8 (0-7f, 0-1 sline) D. Clarke 0-1 R. Finnegan 0-1 P. Keenan 0-1 A. Reid 0-1 J. P. Rooney |

| Arbitro: | C. Lane (Cork) |

|                                                                                               |           |                                                                                    |
| S. McCormack 0-6 (4f) P. Barden 0-4 B. Kavanagh 0-2 M. Quinn 0-1 S. Mulligan 0-1 P. Kelly 0-1 | Marcatori | 0-5 (2f) S. Roche 1-2 R. Barry 0-4 (2f) B. Brosnan 0-1 A. Flynn 0-1 P. J. Banville |

| Arbitro: | B. Cassidy (Derry) |

| |           |                                                                         |
| J. J. Smith 1-5 (4f) Brian Murphy 0-3 (2f) Brendan Murphy 0-1 D. Foley 0-1 P. Reid 0-1 D. St Ledger 0-1 (f) | Marcatori | 1-3 (2f) C. Ward 0-4 B. Farrell 0-3 G. Reilly 0-1 D. Tobin 0-1 M. Burke |

| Arbitro: | B. Cassidy (Derry) |

| |           |                                                                                              |
| Brian Farrell 0-8 P. Byrne 2-0 Graham Reilly 0-4 A. Forde 0-2 D. Carroll 0-2 J. Queeney 0-2 each B. Menton 0-1 C. Gillespie 0-1 C. Ward 0-1 | Marcatori | 0-5 J. J. Smith 1-0 K. Jackson 0-1 K. Nolan 0-1 Brendan Murphy 0-1 D. Foley 0-1 Brian Murphy |

| Portlaoise 17 giugno 2012, ore 4:00 pm | Offaly    | 0-6 – 0-19 referto | Kildare | O'Moore Park (16.178 spett.) |
| K. Casey 0-3 (1f) A. McNamee 0-1 A. Sullivan 0-1 N. Smith 0-1 Marcatori 0-5 (4f 1 '45') M. Conway 0-4 J. Doyle 0-3 O. Lyons 0-2 E. O'Flaherty 0-1 R. Kelly 0-1 P. O'Neill 0-1 J. Kavanagh 0-1 A. Smith 0-1 Padraig Fogarty |           | |         |                              |
| |           | |         |                              |
| K. Casey 0-3 (1f) A. McNamee 0-1 A. Sullivan 0-1 N. Smith 0-1 | Marcatori | 0-5 (4f 1 '45') M. Conway 0-4 J. Doyle 0-3 O. Lyons 0-2 E. O'Flaherty 0-1 R. Kelly 0-1 P. O'Neill 0-1 J. Kavanagh 0-1 A. Smith 0-1 Padraig Fogarty |         |                              |

| Arbitro: | M. Collins (Cork) |

| |           | |
| B. Farrell 0-6 (4f) P. Byrne 1-0 G. Reilly 0-3 J. Sheridan 0-3 (1 45') J. Queeney 0-2 D. Carroll 0-1 A. Forde 0-1 S. Bray 0-1 | Marcatori | 1-0 (OG) M. Burke 0-3 (3f) E. O'Flaherty 0-3 A. Smith 0-1 E. Bolton 0-1 J. Doyle 0-1 J. Kavanagh 0-1 (f) M. Conway 0-1 T. O'Connor |

| Arbitro: | R. Hickey (Clare) |

| |           |                                                                               |
| K. McManamon 1-3 D. Connolly 1-1 B. Cullen 0-2 K. Nolan 0-2 A. Brogan 0-1 B. Brogan 0-1 (f) S. Cluxton 0-1 (f) | Marcatori | 1-1 R. Barry 0-4 B. Brosnan 0-2 A. Flynn 0-2 (2f) S. Roche 0-1 P. J. Banville |

| Arbitro: | Marty Duffy (Sligo) |

|                                                                                                |           | |
| B. Brogan 1-7 (4f) D. Bastick 1-0 A. Brogan 0-2 E. O'Gara 0-2 K. McManamon 0-1 J. McCarthy 0-1 | Marcatori | 0-7 (6f) B. Farrell 1-0 J. Queeney 0-3 G. Reilly 0-1 S. Bray 0-1 (1 '45') J. Sheridan 0-1 D. Tobin |

- Passa Meath per la vittoria del replay.

#### Ulster Senior Football Championship
|  | Ottavi di finale | Ottavi di finale | Ottavi di finale |           |         | Quarti di finale | Quarti di finale | Quarti di finale |  |  | Semifinali | Semifinali | Semifinali |  |  | Finale | Finale | Finale |  |
|  |                  |                  |                  |           |         |                  |                  |                  |  |  |            |            |            |  |  |        |        |        |  |
|  | Cavan            | Cavan            | 1-10             |           |         |                  |                  |                  |  |  |            |            |            |  |  |        |        |        |  |
|  | Cavan            | Cavan            | 1-10             |           |         |                  |                  |                  |  |  |            |            |            |  |  |        |        |        |  |
|  | Donegal          | Donegal          | 1-16             |           |         |                  |                  |                  |  |  |            |            |            |  |  |        |        |        |  |
|  | Donegal          | Donegal          | 1-16             |           | Donegal | Donegal          | 2-13             |                  |  |  |            |            |            |  |  |        |        |        |  |
|  |                  |                  |                  |           | Donegal | Donegal          | 2-13             |                  |  |  |            |            |            |  |  |        |        |        |  |
|  |                  |                  | Derry            | Derry     | 0-9     |                  |                  |                  |  |  |            |            |            |  |  |        |        |        |  |
|  | Nessuno          |                  | Derry            | Derry     | 0-9     |                  |                  |                  |  |  |            |            |            |  |  |        |        |        |  |
|  |                  |                  |                  |           |         |                  |                  |                  |  |  |            |            |            |  |  |        |        |        |  |
|  | Nessuno          |                  |                  |           |         |                  |                  |                  |  |  |            |            |            |  |  |        |        |        |  |
|  |                  | Donegal          | Donegal          | 0-12      |         |                  |                  |                  |  |  |            |            |            |  |  |        |        |        |  |
|  |                  |                  |                  |           |         |                  |                  |                  |  |  |            |            |            |  |  |        |        |        |  |
|  |                  |                  | Tyrone           | Tyrone    | 0-10    |                  |                  |                  |  |  |            |            |            |  |  |        |        |        |  |
|  | Nessuno          |                  | Tyrone           | Tyrone    | 0-10    |                  |                  |                  |  |  |            |            |            |  |  |        |        |        |  |
|  |                  |                  |                  |           |         |                  |                  |                  |  |  |            |            |            |  |  |        |        |        |  |
|  | Nessuno          |                  |                  |           |         |                  |                  |                  |  |  |            |            |            |  |  |        |        |        |  |
|  |                  | Tyrone           | Tyrone           | 0-18      |         |                  |                  |                  |  |  |            |            |            |  |  |        |        |        |  |
|  |                  |                  |                  | 0-18      |         |                  |                  |                  |  |  |            |            |            |  |  |        |        |        |  |
|  |                  |                  | Armagh           | Armagh    | 1-13    |                  |                  |                  |  |  |            |            |            |  |  |        |        |        |  |
|  | Nessuno          |                  | Armagh           | Armagh    | 1-13    |                  |                  |                  |  |  |            |            |            |  |  |        |        |        |  |
|  |                  |                  |                  |           |         |                  |                  |                  |  |  |            |            |            |  |  |        |        |        |  |
|  | Nessuno          |                  |                  |           |         |                  |                  |                  |  |  |            |            |            |  |  |        |        |        |  |
|  |                  | Donegal          | Donegal          | 2-18      |         |                  |                  |                  |  |  |            |            |            |  |  |        |        |        |  |
|  |                  |                  |                  |           |         |                  |                  |                  |  |  |            |            |            |  |  |        |        |        |  |
|  |                  |                  | Down             | Down      | 0-13    |                  |                  |                  |  |  |            |            |            |  |  |        |        |        |  |
|  | Nessuno          |                  | Down             | Down      | 0-13    |                  |                  |                  |  |  |            |            |            |  |  |        |        |        |  |
|  |                  |                  |                  |           |         |                  |                  |                  |  |  |            |            |            |  |  |        |        |        |  |
|  | Nessuno          |                  |                  |           |         |                  |                  |                  |  |  |            |            |            |  |  |        |        |        |  |
|  |                  | Monaghan         | Monaghan         | 1-12      |         |                  |                  |                  |  |  |            |            |            |  |  |        |        |        |  |
|  |                  |                  |                  | 1-12      |         |                  |                  |                  |  |  |            |            |            |  |  |        |        |        |  |
|  |                  |                  | Antrim           | Antrim    | 1-09    |                  |                  |                  |  |  |            |            |            |  |  |        |        |        |  |
|  | Nessuno          |                  | Antrim           | Antrim    | 1-09    |                  |                  |                  |  |  |            |            |            |  |  |        |        |        |  |
|  |                  |                  |                  |           |         |                  |                  |                  |  |  |            |            |            |  |  |        |        |        |  |
|  | Nessuno          |                  |                  |           |         |                  |                  |                  |  |  |            |            |            |  |  |        |        |        |  |
|  |                  | Monaghan         | Monaghan         | 1-13      |         |                  |                  |                  |  |  |            |            |            |  |  |        |        |        |  |
|  |                  |                  |                  |           |         |                  |                  |                  |  |  |            |            |            |  |  |        |        |        |  |
|  |                  |                  | Down             | Down      | 1-14    |                  |                  |                  |  |  |            |            |            |  |  |        |        |        |  |
|  | Nessuno          |                  | Down             | Down      | 1-14    |                  |                  |                  |  |  |            |            |            |  |  |        |        |        |  |
|  |                  |                  |                  |           |         |                  |                  |                  |  |  |            |            |            |  |  |        |        |        |  |
|  | Nessuno          |                  |                  |           |         |                  |                  |                  |  |  |            |            |            |  |  |        |        |        |  |
|  |                  | Down             | Down             | 2-10      |         |                  |                  |                  |  |  |            |            |            |  |  |        |        |        |  |
|  |                  |                  |                  | 2-10      |         |                  |                  |                  |  |  |            |            |            |  |  |        |        |        |  |
|  |                  |                  | Fermanagh        | Fermanagh | 1-8     |                  |                  |                  |  |  |            |            |            |  |  |        |        |        |  |
|  | Nessuno          |                  | Fermanagh        | Fermanagh | 1-8     |                  |                  |                  |  |  |            |            |            |  |  |        |        |        |  |
|  |                  |                  |                  |           |         |                  |                  |                  |  |  |            |            |            |  |  |        |        |        |  |
|  | Nessuno          |                  |                  |           |         |                  |                  |                  |  |  |            |            |            |  |  |        |        |        |  |

| Arbitro: | C. Reilly (Meath) |

|                                                                                             |           | |
| N. McDermott 1-1 (1-0 pen, 0-1f) E. Keating 0-5 D. Givney 0-2 G. McKiernan 0-1 J. Brady 0-1 | Marcatori | 1-6 (1-0 pen, 0-5f) C. McFadden 0-3 R. Kavanagh 0-2 M. McHugh 0-2 L. McLoone 0-1 N. McGee 0-1 F. McGlynn 0-1 N. Gallagher |

| Arbitro: | M. Deegan (Laois) |

| |           | |
| K. O'Connell 1-0 C. McManus 0-2 (2f) T. Freeman 0-2 K. Hughes 0-2 (1f) D. Clerkin 0-2 P. Finlay 0-1 (1f) O. Lennon 0-1 D. Mone 0-1 P. Dooney 0-1 | Marcatori | 0-4 (2f) P. Cunningham 1-0 J. Loughrey 0-2 M. McCann 0-1 A. Gallagher 0-1 M. Magill 0-1 M. McAleese |

| Arbitro: | S. Doyle (Wexford) |

|                                                                                |           | |
| D. Kelly 1-1 D. Kille 0-3 (2f) S. Quigley 0-2 (2f) T. Corrigan 0-1 P. Ward 0-1 | Marcatori | 1-1 D. O'Hare 1-0 C. Laverty 0-1 C. Maginn 0-1 (f) A. Carr 0-1 A. Rogers 0-1 K. King 0-1 K. McKernan 0-1 D. McCartan 0-1 B. McArdle 0-1 D. O'Hagan 0-1 K. Duffin |

| Arbitro: | J. McQuillan (Cavan) |

|                                                                                       |           | |
| J. Clarke 0-5 (1f) A. Forker 1-1 (1f) B. Mallon 0-4 (4f) G. McParland 0-2 K. Dyas 0-1 | Marcatori | 0-8 (5f) M. Penrose 0-2 Stephen O'Neill 0-2 (1f) O. Mulligan 0-2 C. Cavanagh 0-2 P. Harte 0-1 M. Donnelly 0-1 Joe McMahon 0-1 D. Carlin |

| Arbitro: | M. Duffy (Sligo) |

| |           |                                                                            |
| C. McFadden L. McLoone 1-0 M. Murphy 0-3 (3f) P. McBrearty 0-2 D. Walsh 0-2 R. Bradley 0-1 N. Gallagher 0-1 A. Thompson 0-1 F. McGlynn 0-1 | Marcatori | 0-6 (5f) P. Bradley 0-1 M. Lynch 0-1 S. L. McGoldrick 0-1 ('45) E. Bradley |

| Arbitro: | M. Duffy (Sligo) |

|                                                                                               |           | |
| P. Finlay 0-5 (3f) C. McManus 0-5 (3f) T. Freeman 1-0 D. Hughes 0-2 (1f, 1 45) D. Clerkin 0-1 | Marcatori | 0-5 (5f) D. O'Hare 1-2 (1-0 pen, 1f) A. Carr 0-2 C. Laverty 0-1 (f) A. Rogers 0-1 D. O'Hagan 0-1 K. Duffin 0-1 (f) L. Doyle 0-1 B. Coulter |

| Arbitro: | D. Coldrick (Meath) |

| |           | |
| Stephen O'Neill 0-2 J. McMahon 0-2 (2f) C. Clarke 0-1 C. Gormley 0-1 (45) D. Carlin 0-1 Sean O'Neill 0-1 Mark Donnelly 0-1 M. Penrose 0-1 | Marcatori | 0-3 (3f) M. Murphy 0-3 (2f) C. McFadden 0-2 R. Kavanagh 0-1 R. Bradley 0-1 K. Lacey 0-1 P. McBrearty 0-1 M. McHugh |

| Arbitro: | J. McQuillan (Cavan) |

| |           | |
| L. Doyle 0-4 (2f) D. O'Hare 0-2 (1f) C. Laverty 0-1 A. Rogers 0-1 K. McKernan 0-1 A. Brannigan 0-1 C. Maginn 0-1 D. Hughes 0-1 E. McCartan 0-1 | Marcatori | 1-0 L. McLoone 1-0 F. McGlynn 0-6 (3f) C. McFadden 0-2 Declan Walsh 0-2 R. Bradley 0-2 M. McHugh 0-2 M. McElhinney 0-1 David Walsh,0-1 D. McLaughlin 0-1 P. McBrearty 0-1 M. Murphy |

#### Connacht Senior Football Championship
|  | Quarti di finale            | Quarti di finale | Quarti di finale |         |       | Semifinali | Semifinali | Semifinali |  |  | Finale | Finale | Finale |  |
|  |                             |                  |                  |         |       |            |            |            |  |  |        |        |        |  |
|  | New York                    | New York         | 0-06             |         |       |            |            |            |  |  |        |        |        |  |
|  | New York                    | New York         | 0-06             |         |       |            |            |            |  |  |        |        |        |  |
|  | Sligo                       | Sligo            | 3-21             |         |       |            |            |            |  |  |        |        |        |  |
|  | Sligo                       | Sligo            | 3-21             |         | Sligo | Sligo      | 2-14       |            |  |  |        |        |        |  |
|  |                             |                  |                  |         | Sligo | Sligo      | 2-14       |            |  |  |        |        |        |  |
|  |                             |                  | Galway           | Galway  | 0-15  |            |            |            |  |  |        |        |        |  |
|  | Galway                      | Galway           | Galway           | Galway  | 0-15  | 3-15       |            |            |  |  |        |        |        |  |
|  | Galway                      | Galway           |                  |         |       |            |            |            |  |  |        |        |        |  |
|  | Roscommon                   | Roscommon        | 0-10             |         |       |            |            |            |  |  |        |        |        |  |
|  | Roscommon                   | Roscommon        | 0-10             |         | Sligo | Sligo      | 0-10       |            |  |  |        |        |        |  |
|  |                             |                  |                  |         |       |            |            |            |  |  |        |        |        |  |
|  |                             |                  | Mayo             | Mayo    | 0-12  |            |            |            |  |  |        |        |        |  |
|  | Mayo qualificata di diritto |                  | Mayo             | Mayo    | 0-12  |            |            |            |  |  |        |        |        |  |
|  |                             |                  |                  |         |       |            |            |            |  |  |        |        |        |  |
|  | Mayo qualificata di diritto |                  |                  |         |       |            |            |            |  |  |        |        |        |  |
|  |                             | Mayo             | Mayo             | 4-20    |       |            |            |            |  |  |        |        |        |  |
|  |                             |                  |                  | 4-20    |       |            |            |            |  |  |        |        |        |  |
|  |                             |                  | Leitrim          | Leitrim | 0-10  |            |            |            |  |  |        |        |        |  |
|  | Londra                      | Londra           | Leitrim          | Leitrim | 0-10  | 1-08       |            |            |  |  |        |        |        |  |
|  | Londra                      | Londra           |                  |         |       |            |            |            |  |  |        |        |        |  |
|  | Leitrim                     | Leitrim          | 0-12             |         |       |            |            |            |  |  |        |        |        |  |

| Arbitro: | E. Kinsella (Laois) |

|                                                      |           | |
| E. Carew 0-3 (3f) C. J. Molloy 0-2 (2f) S. Kelly 0-1 | Marcatori | 2-4 S. Coen 0-6 (2f) A. Marren 0-3 (3f) M. Breheny 1-1 P. Hughes 0-1 B. Egan 0-1 S. McManus 0-1 P. McGovern 0-1 T. Taylor 0-1 A. Costello 0-1 R. Donovan 0-1 E. Mullen |

| Arbitro: | J. Mc Quillan (Cavan) |

|                                                                                                  |           | |
| S. Kilbride 0-3 (2f) D. O'Gara 0-2 D. Shine 0-2 (2f) C. Cregg 0-1 K. Mannion 0-1 G. Heneghan 0-1 | Marcatori | 1-4 P. Conroy 1-3 (2f) G. Sice 1-0 M. Hehir 0-2 J. Bergin 0-2 G. Bradshaw 0-2 (1f) M. Meehan 0-1 S. Armstrong 0-1 K. McGrath |

| Arbitro: | R. Hickey (Clare) |

|                                                                      |           | |
| L. Colfer 0-5 (4f) P. McGoldrick 1-1 S. Kelly 0-1 E. O'Neill 0-1 (f) | Marcatori | 0-5 (3f) E. Mulligan 0-2 J. Glancy (Glencar-Manorhamilton) 0-1 C. Clarke 0-1 A. Croal 0-1 E. Williams 0-1 D. Sweeney 0-1 S. Moran |

| Arbitro: | M. Deegan (Laois) |

| |           |                                                                                 |
| A. Marren 2-6 (1-0 pen, 0-1 '45, 0-1f) A. Costello 0-3 (1f) D. Kelly 0-2 S. McManus 0-1 M. Breheny 0-1 P. Hughes 0-1 | Marcatori | 0-7 (6f) M. Hehir 0-3 P. Conroy 0-3 (3f) G. Sice 0-1 M. Meehan 0-1 S. Armstrong |

| Arbitro: | M. Higgins (Fermanagh) |

| |           |                                                            |
| A. Moran 2-0 C. O'Connor 0-6f K. McLoughlin 1-2 A. Freeman 1-0 A. Dillon 0-3 C. Mortimer 0-2 (1f) K. Higgins 0-1 L. Keegan 0-1, B. Moran 0-1 D. Geraghty 0-1 R. McGarrity 0-1 M. Conroy 0-1 E. Varley 0-1 | Marcatori | 0-7 (5f) E. Mulligan 0-1 D. Beck 0-1 D. Sweeney 0-1 R. Cox |

| Arbitro: | Cormac Reilly (Meath) |

| |           | |
| A. Marren 0-3 (0-2f) D. Maye 0-2 (0-1f, 0-1 '45) A. Costello 0-2 (0-2f) M. Breheny 0-2 (0-1f) D. Kelly 0-1 | Marcatori | 0-3 (2f, 1 '45) C. O'Connor 0-2 A. Dillon 0-1 A. Moran 0-1 B. Moran 0-1 L. Keegan 0-1 C. Boyle 0-1 A. O'Shea 0-1 D. Geraghty 0-1 (0-1f) E. Varley |

### Ripescaggi

#### Round 1
Il 18 giugno sono stati sorteggiati gli accoppiamenti per il primo turno. Nell'urna c'erano tutte le squadre eliminate prima di avere raggiunto le semifinali provinciali, con l'eccezione di New York.
| Arbitro: | P. Hughes (Armagh) |

| |           | |
| E. O'Neill 1-1 C. McCallion 1-1 M. Mullins 0-2 (1f) S. McVeigh 0-2 S. Kelly 0-1 (f) J. Scanlon 0-1 M. Gottsche 0-1 | Marcatori | 0-5 (4f) T. McCann 1-0 A. Gallagher 1-0 K. Niblock 0-2 J. Loughery 0-2 C. Murray 0-1 M. Sweeney 0-1 C. Kelly |

| Arbitro: | P. O'Sullivan (Kerry) |

| |           | |
| C. McGraynor 1-2 J. McGrath 0-3 (1 '45) J. Kelly 0-3 S. Furlong 0-2 (1f) T. Hannon 0-2 (1f) A. Byrne 0-1 D. Hayden 0-1 N. Gaffney 0-1 J. Stafford 0-1 N. Mernagh 0-1 | Marcatori | 0-5 P. Hurney 0-3 (2f, 1 '45) P. Whyte 0-3 (1f) M. Ferncombe 0-1 S. Briggs 0-1 T. Grey 0-1 G. Hurney 0-1 J. J. Hutchinson |

| Arbitro: | S. Doyle (Wexford) |

| |           |                                                               |
| J. O'Loughlin 1-1 M. J. Tierney 0-3 (2f) R. Munnelly 0-2 (1f) B. Quigley 0-1 D. O'Connor 0-1 C. Kelly 0-1 D. Conway 0-1 (f) | Marcatori | 0-5 (3f) B. Murphy 0-2 (2f) J. J. Smith 0-2 (1f) D. St Ledger |

| Arbitro: | D. Fahy (Longford GAA) |

|                                                                                  |           | |
| C. McCormack 1-3 G. Egan 0-4 J. Heslin 0-4 (4f) D. Glennon 0-3 (1f) J. Dolan 0-1 | Marcatori | 0-4f D. Clarke 0-3f J. McEneaney 0-1 D. Crilly 0-1 R. Finnegan 0-1 D. Byrne 0-1 A. Hoey 0-1 J. P. Rooney |

| Arbitro: | C. Lane (Cork) |

|                                                                                                |           |                                                 |
| M. Quinlivan 0-4 (1f) A. Maloney 0-3 P. Acheson 1-0 P. Austin 0-2 R. Ryan 0-2 B. Mulvihill 0-1 | Marcatori | 0-5 (1f) K Casey 0-3 (2f) N Dunne 0-2 N McNamee |

| Arbitro: | Ml Duffy (Sligo) |

| |           |                                                                                                   |
| S. McCormack 0-11 (9f) F. McGee 0-1 B. Kavanagh 0-1 B. McElavaney 0-1 P. McCormack 0-1 C. P. Smyth 0-1 M. Quinn 0-1 ('45') | Marcatori | 2-0 B. McGoldrick 0-3 (1f) P. Bradley 0-2 J. McCamely 0-1 M. Lynch 0-1 E. McGuckin 0-1 E. Bradley |

| Arbitro: | M. Deegan (Laois) |

|                                                                                 |           |                                                                             |
| D. Shine 0-7 (6f) S. Kilbride 1-1 (1f) C. Shine 0-1 K. Mannion 0-1 C. Cregg 0-1 | Marcatori | 1-3 J. Clarke 0-2 (2f) A. Forker 0-2 T. Kernan 0-1 J. Hanratty 0-1 A. Duffy |

| Arbitro: | B. Cassidy (Derry) |

|                                                                 |           | |
| D. Kille 0-9 (8f) T. Corrigan 0-3 P. Ward 0-2 (1f) R. Jones 0-1 | Marcatori | 0-5 (2f) J. Brady 1-1 G. McKiernan 1-1 E. Keating 1-1 (1f) N. McDermott 0-1 D. Reilly 0-1 N. Smith 0-1 T. Corr 0-1 K. Tierney 0-1 D. McKiernan |

#### Round 2
Il sorteggio si è tenuto il 2 luglio 2012. Le squadre eliminate nelle semifinali provinciali erano nell'urna 1, quelle che hanno vinto il round 1 nell'urna 2.
| Arbitro: | M. Higgins (Fermanagh) |

| |           | |
| J. Heslin 0-5 (4f) David Glennon 1-0 (1pen) K. Martin 0-2 (1f) P. Sharry 0-1 G. Egan 0-1 D. Corroon 0-1 Denis Glennon 0-1 R. Foley 0-1 | Marcatori | 1-3 (1pen) (3f) B. Sheehan 1-0 Darran O'Sullivan 0-3 (2f) C. Cooper 0-2 J. O'Donoghue 0-2 P. Galvin |

| Arbitro: | P. Hughes (Armagh) |

|                                                                                |           | |
| S. McCormack 0-8 (4f) F. McGee 0-4 N. Mulligan 1-0 P. Barden 0-2 D. Barden 0-1 | Marcatori | 1-2 D. O'Connor 0-5 (3f) I. Ryan 0-3 E. O'Connor 0-3 I. Corbett 0-2 S. Buckley 0-1 S. Kelly 0-1 S. Lucey 0-1 (0-1 '45) B. Scanlon 0-1 J. McCarthy 0-1 M. Sheehan 0-1 S. O'Carroll |

| Arbitro: | D. Fahy (Longford) |

|                                                                                               |           | |
| T. McCann 0-4 (2f) M. McCann 0-3 J. Loughrey 0-1 C. Kelly 0-1 A. Gallagher 0-1 D. O'Hagan 0-1 | Marcatori | 0-3 (3f) M. Hehir 0-2 (1f) P. Joyce 0-2 (2f) M. Meehan 0-1 G. O'Donnell 0-1 C. Doherty 0-1 P. Conroy |

| Arbitro: | B. Cassidy (Derry) |

|                                                             |           |                                                                                                |
| E. Mulligan 0-6 (6f) J. Glancy 0-5 R. Cox 0-1 G. Hickey 0-1 | Marcatori | 0-3 J. Kelly 0-2 (1f) S. Furlong 0-2 J. McGrath 0-1 (1f) T. Hannon 0-1 D. Healy 0-1 N. Mernagh |

| Arbitro: | M. Duffy (Sligo) |

| |           |                                                                                         |
| M. Quinlivan 0-4 (1f) D. Leahy 1-0 P. Austin 0-2 B. Fox 0-2 A. Maloney 0-2 (2f) A. Campbell 0-1 H. Coghlan 0-1 P. Acheson 0-1 | Marcatori | 0-5 (3f) S. Roche 0-4 (3f, 1 45) R. Barry 0-3 P. J. Banville 0-2 C. Lyng 0-1 B. Brosnan |

| Arbitro: | M. Duffy (Sligo) |

|                                                                         |           | |
| E. Keating 1-1 N. McDermott 0-3 (3f) J. Brady 0-3 (3f) G. McKiernan 0-2 | Marcatori | 1-5 A. Smith 0-8 (7f) E. O'Flaherty 1-4 (2f) M. Conway E. Bolton 1-0 0-1 J. Doyle 0-1 (1f) S. Johnston 0-1 D. Earley |

| Arbitro: | D. Coldrick (Meath) |

| |           |                                                                                                |
| C. Kelly 1-2 B. Quigley 1-1 R. Munnelly 0-3 (3f) D. O'Connor 0-2 C. Boyle 0-1 P. Clancy 0-1 G. Walsh 0-1 M. J. Tierney 0-1 (1 '45') | Marcatori | 0-5 (3f) C. McManus 0-3 (2f) P. Finlay 0-1 T. Freeman 0-1 D. Clerkin 0-1 D. Mone 0-1 O. Lennon |

| Arbitro: | R. Hickey (Clare) |

|                                                                     |           | |
| C. Cregg 0-4 D. Shine 0-2 (1f) S. Kilbride 0-1 G. Heneghan 0-1 (1f) | Marcatori | 1-0 (pen) P. Harte 0-5 (2f) O. Mulligan 0-4 D. McCurry 0-2 (1f) J. McMahon 0-2 (1f) M. Penrose 0-1 N. McKenna 0-1 S. O'Neill 0-1 J. Lafferty |

#### Round 3
| Arbitro: | D. Coldrick (Meath) |

| |           | |
| K. Donaghy 1-1 C. Cooper 0-5 (1f) B. Sheehan 0-3 (0-3f) Declan O'Sullivan 0-3 James O'Donoghue 0-2 P. Galvin 0-1 P. Curtin 0-1 | Marcatori | 1-0 C. Gormley 0-1 (f) M. Penrose 0-1 D. McCurry 0-1 C. Cavanagh 0-1 Sean O'Neill 0-1 C. Clarke 0-1 A. Cassidy |

| Arbitro: | Barry Cassidy (Derry) |

| |           |                                                                                                   |
| J. Kavanagh 0-3 M. Conway 0-3 (0-2f) J. Doyle 0-2 (0-2f) M. O'Flaherty 0-2 S. Johnston 0-2 E. O'Flaherty 0-1 (0-1f) A. Smith 0-1 R. Kelly 0-1 M. Foley 0-1 E. Bolton 0-1 P. O'Neill 0-1 E. Doyle 0-1 | Marcatori | 0-7 (0-5f) I. Ryan 0-1 S. Kelly 0-1 D. Quaid 0-1 G. Collins 0-1 E. O'Connor 0-1 (0-1f) B. Scanlon |

| Arbitro: | E. Kinsella (Laois) |

|                                                                                        |           |                                                                                               |
| G. Hannigan 0-1 A. Maloney 0-6 (3f) D. Leahy 0-1 M. Quinlivan 0-1 (f) B. Mulvihill 0-1 | Marcatori | 0-1 S. McDonagh 0-1 M. McCann 0-2 J. Loughrey 0-1 K. Brady 0-2 (1 45) T. McCann 0-1 M. Magill |

| Arbitri: | Rory Hickey (Clare) Martin Higgins (Fermanagh) |

|                                                             |           | |
| E. Mulligan 0-6 (6f) K. Conlon 1-2 R. Cox 0-2 C. Clarke 0-1 | Marcatori | 1-0 C. Boyle 0-3 R. Munnelly 0-2 (1f) C. Kelly 0-2 (2f) M. J. Tierney 0-2 C. Begley 0-1 B. Sheehan 0-1 P. Clancy |

#### Round 4
| Arbitro: | M. Deegan (Laois) |

| |           |                                                   |
| C. Cooper 1-4 J. O'Donoghue 1-3 B. Sheehan 0-4 (4f) K. Donaghy 0-3 Declan O'Sullivan 0-2 K. O'Leary 0-2 M. Ó Sé 0-1 D. Walsh 0-1 A. Maher 0-1 P. Galvin 0-1 | Marcatori | 1-1 D. Russell 0-3 (3f) D. Tubridy 0-2 G. Quinlan |

| Arbitro: | D. Coldrick (Meath) |

|                                                   |           | |
| A. Marren 0-2 (2f) D. Maye 0-1 (1f) E. O'Hara 0-1 | Marcatori | 0-4 (4f) E. O'Flaherty 0-2 (2f) M. Conway 0-2 A. Smith 0-1 T. O'Connor 0-1 J. Kavanagh 0-1 R. Kelly 0-1 E. Bolton 0-1 E. Doyle |

| Arbitro: | C. Reilly (Meath) |

| |           | |
| B. Coulter 1-2 A. Rogers 0-4 (1f) M. Poland 0-4 (1f) D. Gordon 0-1 B. McArdle 0-1 K. Duffin 0-1 (1f) | Marcatori | 0-3 (2f) A. Maloney 0-3 (2f) M. Quinlivan 0-2 P. Austin 0-1 B. Fox 0-1 P. Acheson 0-1 B. Mulvihill |

| Arbitro: | J. McQuillan (Cavan) |

|                                                                                               |           | |
| P Byrne 1-0 B. Farrell 0-8 (8f) S. Bray 0-1 (1f) G. Reilly 0-1 M. Burke 0-1 E. Harrington 0-1 | Marcatori | 1-4 (1pen, 1f) R. Munnelly 0-2 P. Clancy 0-2 (1 '45) C. Kelly 0-2 (1f) M. J. Tierney 0-1 D. O'Connor 0-1 B. Sheehan 0-1 C. Begley 0-1 B. Quigley 0-1 D. Strong |

### All-Ireland Series
|  | Quarti di finale | Quarti di finale | Quarti di finale |      |      | Semifinali | Semifinali | Semifinali |  |  | Finale | Finale  | Finale |
|  |                  |                  |                  |      |      |            |            |            |  |  |        |         |        |
|  | 1                | Cork             | 2-19             |      |      |            |            |            |  |  |        |         |        |
|  | 8                | Kildare          | 0-12             |      |      |            |            |            |  |  |        |         |        |
|  | 8                | Kildare          | 0-12             |      |      | Cork       | 1-11       |            |  |  |        |         |        |
|  |                  |                  |                  |      |      | Cork       | 1-11       |            |  |  |        |         |        |
|  |                  |                  | Donegal          | 0-16 |      |            |            |            |  |  |        |         |        |
|  | 4                | Donegal          | Donegal          | 0-16 | 1-12 |            |            |            |  |  |        |         |        |
|  | 4                | Donegal          |                  |      | 1-12 |            |            |            |  |  |        |         |        |
|  | 5                | Kerry            | 1-10             |      |      |            |            |            |  |  |        |         |        |
|  |                  |                  |                  |      |      |            |            |            |  |  |        | Donegal | 2-11   |
|  |                  |                  |                  | Mayo | 0-13 |            |            |            |  |  |        |         |        |
|  | 3                | Mayo             | 3-18             |      |      |            |            |            |  |  |        |         |        |
|  | 6                | Down             | 2-09             |      |      |            |            |            |  |  |        |         |        |
|  | 6                | Down             | 2-09             |      |      | Mayo       | 0-19       |            |  |  |        |         |        |
|  |                  |                  |                  |      |      | Mayo       | 0-19       |            |  |  |        |         |        |
|  |                  |                  | Dublino          | 0-16 |      |            |            |            |  |  |        |         |        |
|  | 2                | Dublino          | Dublino          | 0-16 | 1-12 |            |            |            |  |  |        |         |        |
|  | 2                | Dublino          |                  |      | 1-12 |            |            |            |  |  |        |         |        |
|  | 7                | Laois            | 0-12             |      |      |            |            |            |  |  |        |         |        |

#### Quarti di finale
Il sorteggio si è tenuto nella serata del 28 luglio 2012, appena dopo la fine delle partite di ripescaggio del round 4. Il sorteggio ha anche stabilito gli accoppiamenti delle semifinali e il tabellone generale.
| Arbitro: | J. McQuillan (Cavan) |

| |           | |
| C. O'Neill 1-3 (2f) E. Doyle (aut.) D. O'Connor 0-4 (1f, 2 '45) A. Walsh 0-3 (1f) P. Kerrigan 0-2 D. Goulding 0-2 P. O'Neill 0-2 P. Kissane 0-2 F. Goold 0-1 | Marcatori | 0-4 (1f) A. Smith (1f) 0-3 (1f) J. Doyle 0-1 H. McGrillen 0-1 R. Kelly 0-1 (f) E. O'Flaherty (f) 0-1 (f) M. Conway 0-1 D. Earley |

| Arbitro: | M. Deegan (Laois) |

| |           |                                                               |
| M. Conroy 2-1 J. Doherty 1-0 C. O'Connor 0-7 (6f) A. Dillon 0-4 K. McLoughlin 0-2 L. Keegan 0-1 A. O'Shea 0-1 A. Moran 0-1 E. Varley 0-1 | Marcatori | 1-1 B. Coulter 1-0 K. King 0-7 (5f) A. Carr 0-1 (1f) L. Doyle |

| Arbitro: | M. Duffy (Sligo) |

| |           | |
| C. McFadden 1-5 (1-0sl, 2f) M. Murphy 0-3 (2f) L. McLoone 0-1 P. McBrearty 0-1 C. Toye 0-1 K. Lacey 0-1 | Marcatori | 0-4 (2f) C. Cooper 1-0 K. Donaghy 0-2 A. Maher 0-1 (1f) B. Sheehan 0-1 Declan O'Sullivan 0-1 J. O'Donoghue 0-1 P. Galvin |

| Arbitro: | C. Reilly (Meath) |

| |           |                                                                   |
| M. D. Macauley 1-0 B. Brogan 0-4 (3f) S. Cluxton 0-3 (1f, 2 '45) P. Flynn 0-2 E. O'Gara 0-1 K. Nolan 0-1 D. Bastick 0-1 | Marcatori | 0-6 (5f) R. Munnelly 0-3 (3f) C. Kelly 0-2 G. Walsh 0-1 C. Begley |

#### Semifinali
| Arbitro: | D Coldrick (Meath) |

|                                                                                               |           | |
| C O’Neill 1-03, C O’Neill 0-03, P Kerrigan 0-02, D Goulding (f), P Kelly, A Walsh 0-01 ognuno | Marcatori | C McFadden (2f, 1 ’45) 0-05 , M Murphy (3f) 0-03 , K Lacey 0-02, M McHugh, A Thompson, F McGlynn, D Walsh, M McElhinney, R Kavanagh 0-01 ognuno |

| Arbitro: | J Mc Quillan (Cavan) |

| |           |                                                                                               |
| C O’Connor (3 ’45, 3f) 0-07 , A Dillon 0-03, K McLoughlin, E Varley (1f) 0-02 each, B Moran, M Conroy, R Feeney, S O’Shea, J Doherty 0-01 ognuno | Marcatori | B Brogan (6f) 0-06 , C Kilkenny, S Cluxton (3 ’45) 0-03 each, D Connolly, P Flynn 0-02 ognuno |

#### Finale
| Arbitro: | Maurice Deegan (Laois) |

|                                                                                        |           | |
| M Murphy (3f), C McFadden (3f) 1-04 each, R Bradley, N Gallagher, F McGlynn 0-1 ognuno | Marcatori | C O’Connor (5f) 0-05 , E Varley (1f), K McLoughlin 0-02 each, L Keegan, M Conroy, R Feeney, J Gibbons 0-01 ognuno |